# Rachel (Bibel)

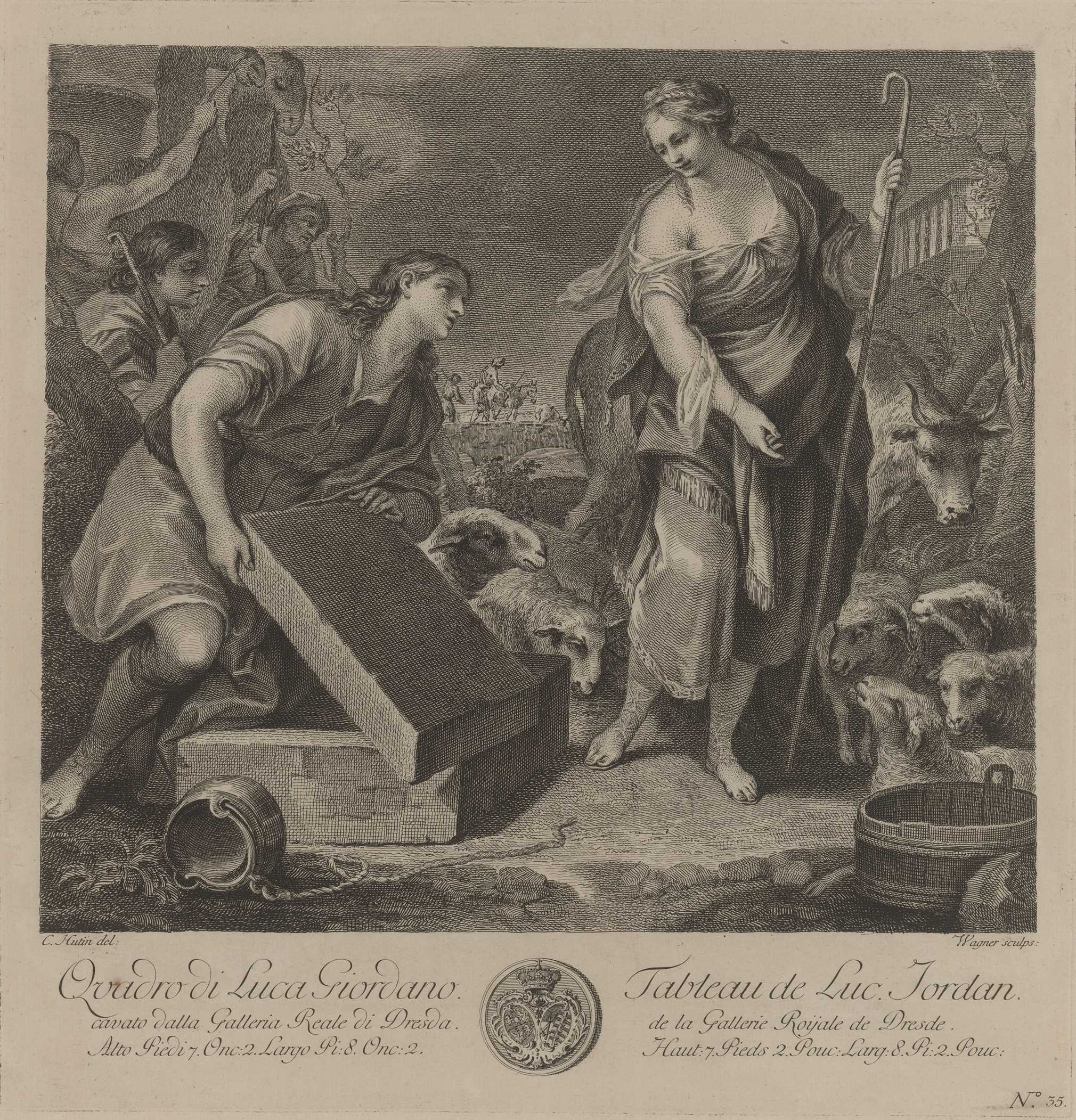
Jakob und Rahel am Brunnen, Kupferstich nach einem Gemälde von Luca Giordano

Rachel, auch Rahel, ist eine Gestalt der Tora des Tanach, bzw. des Alten Testaments der christlichen Bibel. Im Buch Bereschit, der „Genesis“, wird erzählt, wie sie als Tochter des Laban und jüngere Schwester Leas die Lieblingsfrau Jakobs wird. Sie war Jakobs Cousine, denn ihr Vater Laban war der Bruder Rebekkas, der Mutter Jakobs. Rachel und Lea waren demnach Aramäerinnen und bewohnten das Land Paddan-Aram (Gen 25,20 ). Rachel ist die Mutter von Josef und Benjamin und Adoptivmutter von Dan und Naphtali, vier Stammväter der Zwölf Stämme Israels, und wird daher im Judentum zu den Erzmüttern Israels gezählt.

## Etymologie
Der Name Rachel (hebräisch רָחֵל) bedeutet „Mutterschaf“. Damit in Beziehung stehen akkadische Personennamen wie Kuh, Kälbchen, Schaf oder Gazelle. Noth vermutet, dass die Kinder Rachels durch ihren Namen als Schafzüchter gekennzeichnet werden sollen.
In der Septuaginta wird der Name mit Ραχήλ Rachēl wiedergegeben.

## Biblische Erzählung

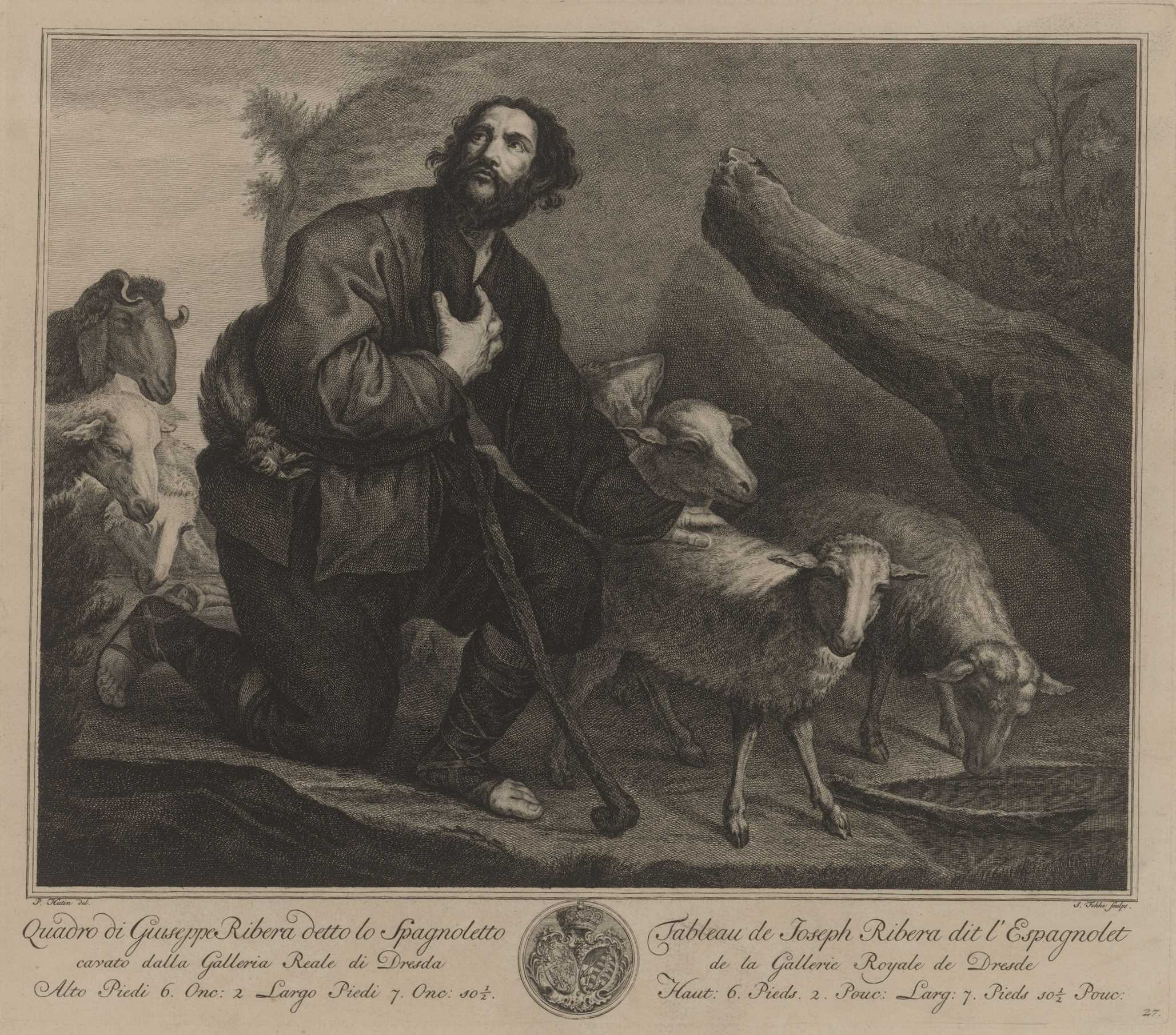
Jakob mit Labans Schafen, Kupferstich nach einem Gemälde von José de Ribera

Die biblische Erzählung zum Patriarchen Jakob findet sich im Buch Genesis (29,16 –49,31 ). Als Jakob auf dem Weg ist, sich eine Ehefrau zu suchen, begegnet er zufällig Rachel, die die Schafe ihres Vaters hütet an einem Brunnen, und verliebt sich in die schöne Frau. Um Rachel heiraten zu können, dient Jakob sieben Jahre bei ihrem Vater Laban von Haran. Da ihm dieser am Ende des Dienstes nicht, wie vereinbart, Rachel, sondern deren ältere Schwester Lea in der Hochzeitsnacht zuführt, erhält er nach der Brautwoche mit Lea auch Rachel zur Frau, muss sich dafür aber weitere sieben Jahre bei Laban verdingen. Während Lea mehrere Söhne gebiert, bleibt Rachel unfruchtbar, was in der Welt der Bibel als Unglück gilt. Gemäß zeitgenössischer Sitte gibt Rachel Jakob ihre Magd Bilha (auch Bilhah), um an ihrer Stelle Kinder für Jakob zu gebären. Dies wird in 30,3  bildlich dargestellt, indem Bilha auf den Knien Rachels gebiert und diese so als die eigentliche Mutter bezeichnet wird. Auch Leas Magd Silpa gebiert Jakob Söhne. Alle vier Frauen gelten als Stammmütter der Stämme Israels. Nach vielen Jahren wird Rachel doch noch schwanger und gebiert Jakob die Söhne Josef und Benjamin, die wegen der Stellung ihrer Mutter Jakobs Lieblingskinder werden. Bei der Geburt Benjamins stirbt Rachel, (perinatale Mortalität).

## Rachels Grab

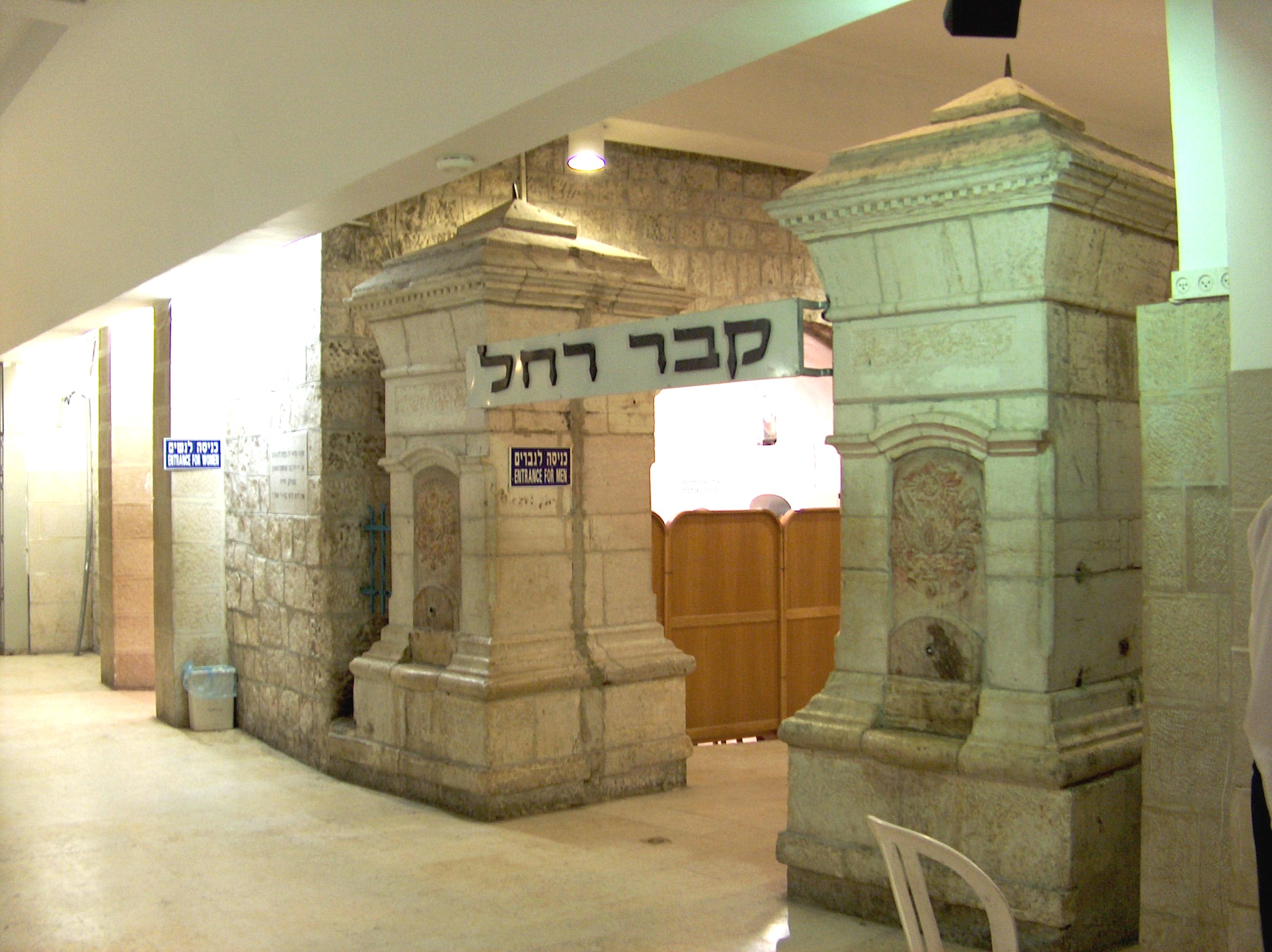
Das Grab Rachels nördlich von Betlehem (2005)

Nach der jüdischen Tradition liegt Rachels Grab (hebräisch קבר רחל translit. Kever Rachel, arabisch قبة راحيل translit. Qubbat Rahil) in Judäa nördlich von Betlehem. Nach biblischer Überlieferung wurde Rachel „an der Straße nach Efrat, das ist Bejt-Lechem“ (Gen 35,19 ) begraben.
Seit 1996 wird die Stätte von palästinensischer Seite als Moschee Bilal bin Rabah (مسجد بلال translit. Masjid Bilal) bezeichnet. Die israelischen Behörden lassen Muslime seit 1967 nicht mehr dort beten.
Manche (jüdische und christliche) Archäologen und Historiker vermuten, dass Joseph im Grab seiner Mutter Rachel auf der Straße nach Bethlehem beerdigt wurde. Rachel steht im Judentum auch als Symbol für Israel und seine Trauer um das verlorene Volk Ephraim, das nicht aus assyrischer Gefangenschaft zurückkehrte: „Rachel weint um ihre Kinder und will sich nicht trösten lassen“ (Jer 31,15 ).

## Rachel als Stammmutter
Nach der Genealogie in der Genesis lassen sich die israelitischen Stämme Ephraim, Manasse und Benjamin auf Rachel als gemeinsame Stammmutter zurückführen. Damit wird das Bewusstsein einer besonders engen Zusammengehörigkeit dieser Stämme zum Ausdruck gebracht. Im Numeribuch bilden diese drei Stämme das „Lager Ephraims“ (Num 2,18–24 ). Diese Stämme haben als mittelpalästinische Stämme nach dem Josuabuch ein zusammenhängendes Gebiet besiedelt (Jos 16–18 ), zu dem wichtige Zentren wie Bethel, Schilo und Sichem, aber auch das ostjordanische Gilead gehörten.

## Feministische Deutung
Jüdische Feministinnen wie die britische Midrasch-Dozentin Freema Gottlieb interpretieren Rachel als weiblichen, toleranten und empathischen Blick auf die Welt und die Stellung des Menschen in ihr.

## Rezeption
Im Tafelservice berühmter Frauen von Vanessa Bell und Duncan Grant von 1934 ist ihr ein Teller gewidmet.